# Seleção Capixaba de Futebol
A Seleção Capixaba de Futebol é a equipe que representou o futebol do estado do Espírito Santo, sob jurisdição da FES, em competições nacionais e esporadicamente promove partidas amistosas.

## História
A Seleção Capixaba participou diversas vezes do Campeonato Brasileiro de Seleções Estaduais e obteve suas melhores participações em 1934, com a quarta colocação, e em 1940 quando terminou a competição na terceira colocação.
Em 3 de junho de 2014, a Seleção Capixaba, comandada pelo técnico Cosme Eduardo, realizou um amistoso contra o Rio Branco, na reabertura do Estádio Kleber Andrade.

## Jogos
Legenda:      Vitórias —      Empates —      Derrotas

### Amistoso
| Data               | Seleção        | Placar | Adversário | Local                                 |
| ------------------ | -------------- | ------ | ---------- | ------------------------------------- |
| 3 de junho de 2014 | Espírito Santo | 3 – 4  | Rio Branco | Estádio Kleber Andrade, Cariacica, ES |

### Campeonato Brasileiro de Seleções
| Nº | Data                   | Seleção        | Placar | Adversário       | Local                                            |
| -- | ---------------------- | -------------- | ------ | ---------------- | ------------------------------------------------ |
| 1  | 19 de julho de 1925    | Espírito Santo | 0 – 6  | Distrito Federal | Estádio das Laranjeiras, Rio de Janeiro, RJ      |
| 2  | 3 de outubro de 1926   | Espírito Santo | 3 – 6  | Rio de Janeiro   | Estádio das Laranjeiras, Rio de Janeiro, RJ      |
| 3  | 12 de outubro de 1927  | Espírito Santo | 6 – 1  | Paraíba          | Estádio das Laranjeiras, Rio de Janeiro, RJ      |
| 4  | 23 de outubro de 1927  | Espírito Santo | 0 – 5  | São Paulo        | Estádio das Laranjeiras, Rio de Janeiro, RJ      |
| 5  | 28 de outubro de 1928  | Espírito Santo | 0 – 3  | Distrito Federal | Estádio das Laranjeiras, Rio de Janeiro, RJ      |
| 6  | 27 de outubro de 1929  | Espírito Santo | 4 – 2  | Alagoas          | Campo da Graça, Salvador, BA                     |
| 7  | 3 de novembro de 1929  | Espírito Santo | 2 – 4  | Bahia            | Campo da Graça, Salvador, BA                     |
| 8  | 19 de julho de 1931    | Espírito Santo | 1 – 3  | Sergipe          | Campo da Graça, Salvador, BA                     |
| 9  | 28 de janeiro de 1934  | Espírito Santo | 5 – 4  | Distrito Federal | Estádio de General Severiano, Rio de Janeiro, RJ |
| 10 | 4 de fevereiro de 1934 | Espírito Santo | 2 – 4  | São Paulo        | Estádio de General Severiano, Rio de Janeiro, RJ |
| 11 | 28 de outubro de 1934  | Espírito Santo | 4 – 4  | Rio de Janeiro   | Estádio Assad Abdalla, Niterói, RJ               |
| 12 | 31 de outubro de 1934  | Espírito Santo | 2 – 3  | Rio de Janeiro   | Estádio Assad Abdalla, Niterói, RJ               |
| 13 | 24 de novembro de 1935 | Espírito Santo | 1 – 3  | Distrito Federal | Estádio da Rua Campos Sales, Rio de Janeiro, RJ  |
| 14 | 11 de dezembro de 1938 | Espírito Santo | 5 – 1  | Rio de Janeiro   | Estádio Governador Bley, Vitória, ES             |
| 15 | 18 de dezembro de 1938 | Espírito Santo | 1 – 3  | Minas Gerais     | ?, Belo Horizonte, MG                            |
| 16 | 17 de novembro de 1939 | Espírito Santo | 2 – 5  | Alagoas          | Campo da Graça, Salvador, BA                     |
| 17 | 8 de dezembro de 1940  | Espírito Santo | 3 – 0  | Sergipe          | Campo da Graça, Salvador, BA                     |
| 18 | 15 de dezembro de 1940 | Espírito Santo | 1 – 0  | Bahia            | Campo da Graça, Salvador, BA                     |
| 19 | 26 de dezembro de 1940 | Espírito Santo | 3 – 2  | Pará             | Campo da Graça, Salvador, BA                     |
| 20 | 5 de janeiro de 1941   | Espírito Santo | 1 – 6  | Distrito Federal | Estádio das Laranjeiras, Rio de Janeiro, RJ      |
| 21 | 30 de outubro de 1941  | Espírito Santo | 0 – 3  | Bahia            | Campo da Graça, Salvador, BA                     |
| 22 | 8 de novembro de 1942  | Espírito Santo | 2 – 4  | Minas Gerais     |                                                  |